# Sigourney (Iowa)
Sigourney es una ciudad ubicada en el condado de Keokuk en el estado estadounidense de Iowa. En el Censo de 2010 tenía una población de 2059 habitantes y una densidad poblacional de 364,17 personas por km².

## Geografía
Sigourney se encuentra ubicada en las coordenadas 41°20′3″N 92°12′16″O / 41.33417, -92.20444. Según la Oficina del Censo de los Estados Unidos, Sigourney tiene una superficie total de 5.65 km², de la cual 5.65 km² corresponden a tierra firme y (0%) 0 km² es agua.

## Demografía
Según el censo de 2010, había 2059 personas residiendo en Sigourney. La densidad de población era de 364,17 hab./km². De los 2059 habitantes, Sigourney estaba compuesto por el 98.2% blancos, el 0.73% eran afroamericanos, el 0.19% eran amerindios, el 0.29% eran asiáticos, el 0% eran isleños del Pacífico, el 0.15% eran de otras razas y el 0.44% pertenecían a dos o más razas. Del total de la población el 0.44% eran hispanos o latinos de cualquier raza.